# تاج ستاره

در طی یک خورشید گرفتگی کامل، تاج و برجستگی های خورشید با چشم غیر مسلح قابل مشاهده است.

تاج ستاره (به انگلیسی: Stellar Corona) بیرونی‌ترین لایهٔ ستاره‌ها است. در زمان قدیم تاج ستاره ما، خورشید، تنها در زمان کسوف دیده می‌شد، اما امروزه بسیاری از رصدخانه‌های زمینی و فضایی از جمله سوهو در هر لحظه توانا به دیدن تاج خورشید هستند. دمای تاج خورشید حدود ‎۱۰۶ درجهٔ کلوین است.

## ویژگی تاج خورشید
در ارتفاع حدود ۱۰ هزار کیلومتر از سطح خورشید ناگهان دما به مقادیر بسیار بالا می‌رسد و چگالی گاز بی‌اندازه کم می‌شود. انرژی زیاد تاج توسط لایهٔ همرفتی خورشید که در زیر سطح آن قرار دارد، تأمین می‌شود.
جریان‌های همرفتی سبب ارسال موج‌ها به جو خورشید می‌شود که انرژی این موج‌ها به‌طور موقت در تاج به دام می‌افتد، مقدار کمی از ماده که به این طریق به تاج منتقل می‌شود، سرانجام به صورت باد خورشیدی، خورشید را ترک می‌کند.
امروزه، تاج را با تلسکوپ‌های ویژه ای که تاج نگار نام دارد، می‌توان آشکار کرد.